# ائیمان
ائیمان (به ژاپنی: 永万 Eiman) نام یک عصر تاریخی ژاپنی (نِنگُو) بود. این عصر بعد از چوکان (دوره) و قبل از
نین‌آن قرار داشت و از ژوئن ۱۱۶۵ تا اوت ۱۱۶۶ میلادی به طول انجامید. در طی این عصر امپراتور روکوجو، امپراتور ژاپن بود.